# Bestuurlijke politie

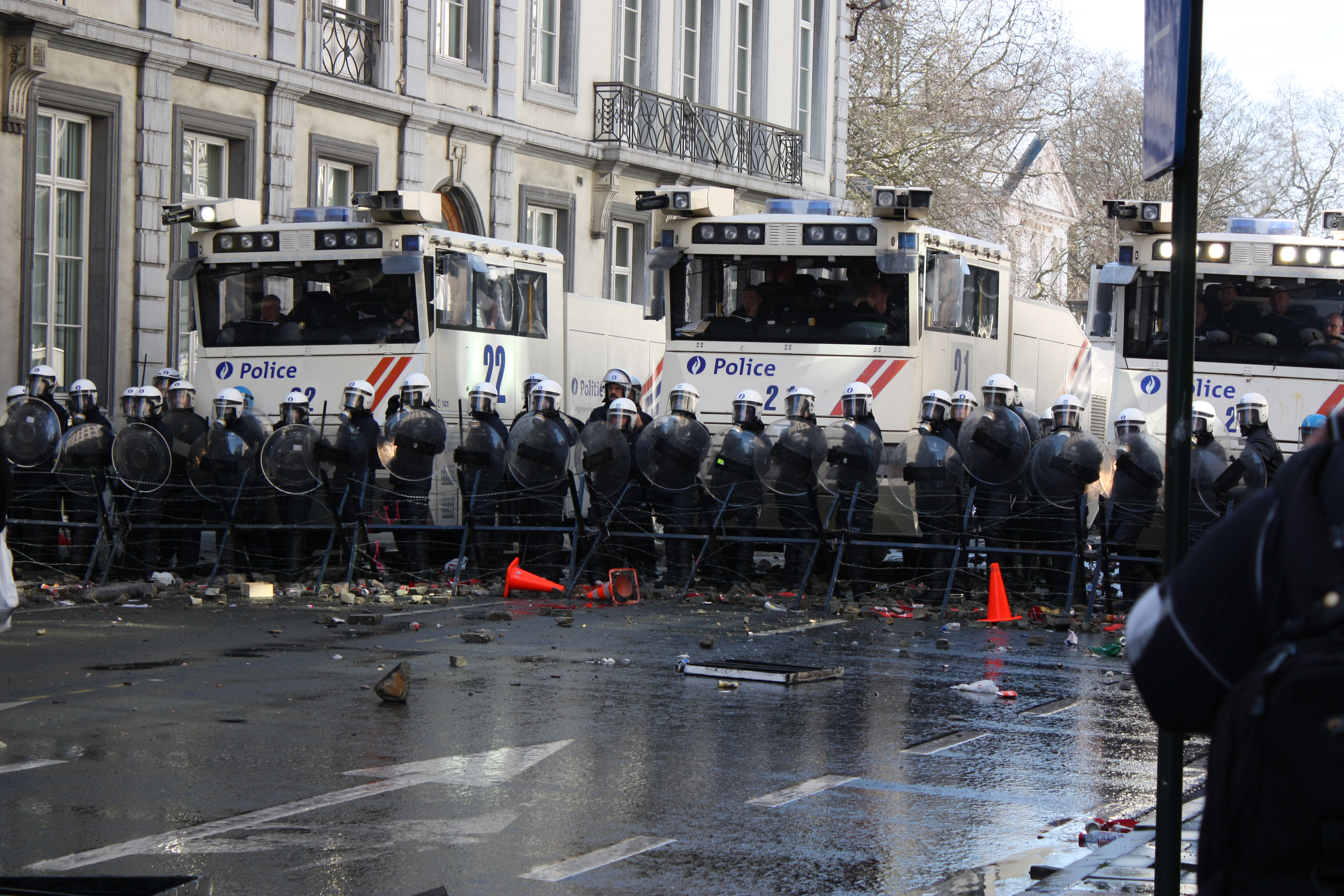
Handhaving van de openbare orde tijdens betoging te Brussel op 24 maart 2011.
Picture by M0tty

De politiefunctie in België omvat taken van gerechtelijke politie en bestuurlijke politie.
De bestuurlijke politie staat in voor het vrijwaren en desnoods herstellen van de openbare rust, de openbare veiligheid en de openbare gezondheid.
De bestuurlijke politie heeft vooral een preventieve en hulpverlenende taak, maar kan ook handhavend of herstellend optreden.